# 自爆営業
自爆営業（じばくえいぎょう）とは、企業の営業活動において、従業員が自己負担で商品を購入し、売上高を上げる行為のこと。自爆契約、自腹契約とも。
ノルマ達成と各店舗、営業所の販売、営業成績のために行われる。営業成績のために身銭を切る行為を自爆になぞらえた比喩表現である。

## 日本郵便
元々は、日本郵便株式会社の組織内で呼ばれるようになった言葉で、電子メールやSNSが普及していなかった郵政省時代や日本郵政公社時代でも、売れない郵便商品の自爆営業は行われ、ノルマの達成を当たり前と思い込む風潮が広まっていたが、郵政民営化以後の利益追求より、一層の営業を求めている。そのため、職員にお年玉付郵便はがきなどの販売ノルマを割り当てており、その際、販売数未達分については、職員が差額分を自腹で対応し、それが高額となったことと、ノルマ達成に対する手当が出ないことが問題視されるようになった。
郵便局局員は、大量に購入したお年玉付き年賀はがきを、金券ショップに売りに行くのが恒例行事となっていた。
第2次安倍内閣の内閣官房長官菅義偉は、2013年（平成25年）11月18日（月曜日）午前の総理大臣官邸での記者会見で、この問題を前日に報じていた朝日新聞社の記者から日本郵便の自爆営業についての質問を受け、「販売目標の設定について一般の経営の在り方として問題ではないとし、無理な販売促進はあってはならないと日本郵政も認識している、そう言うことはないと報告を受けている」と答弁。しかし、先述の新聞報道があったため、日本国政府が日本郵便株式会社の全株式を保有していることもあり、総務省に注意・注視を指して、活かしたいとした。
所属局によりノルマの数は異なるが、日本郵政社員1人当たりに『年賀状のはがきを何枚売る』というのが定められており、外務社員はもちろん、利用客に接客する機会の無い内務社員にも目標が定められている。販売促進のため「対話」の一環として未達者に対する指導や反省文を書かせる、ミーティングの時に「お立ち台」の上で謝罪や達成宣言をさせる、営業ロールプレイを繰り返す、通常勤務から外し営業活動に専念させる、やりきり隊の立ち上げ、管理職に対する営業促進テレビ会議などの対策を行っている。
達成できなければ、6か月更新の非正規雇用である長期期間雇用社員の場合、更新時に行われる能力給の査定でランクが上がらない、ランクを落とすこともある。正社員や管理職の場合も年収が100万円単位で下がる、左遷され出世コースから外されることもある。
特定商取引に関する法律（特定商取引法）が、2009年（平成21年）12月1日に改正施行され、全ての取引に本法が適用されることとなり、はがきやゆうパック等の販売は、郵便配達のついでなら訪問販売、チラシなら通信販売、電話を使えば電話勧誘販売扱いとなり、クーリングオフの書面交付義務と新たに法規制の対象となり、営業活動にかかる負担が増加した結果、「法律を守ればノルマをこなせないし、ノルマをこなせば法律は守れない。早く日本郵政を摘発してくれれば（ノルマが無くなって）楽になれるのに」と、現場の職員から「日本郵政を摘発してほしい」と、声を漏らした。
需要と供給が乖離し、人手不足で郵便営業にかける余裕も無い中、内務社員のみならず多くは、この目標を達成することができずに、金券ショップに転売して、自身が売り捌いたということにしている。金券ショップに売る場合には、定価よりも安い買取価格であることに加えて、首都圏などの高価で買い取ってもらえる店までの交通費も、自腹で払わないといけないことから、日本郵便社員には数万円の負担が強いられている。日本郵便株式会社は実需に基づかない営業行為、自爆営業や金券ショップへの持ち込みを『企業コンプライアンス違反』として禁止しており、そのような状況は調査しても確認できないとしている。
郵便局会社の完全子会社である郵便局物販サービスが2009年（平成21年）に、生産者からカタログ宣伝手数料を取る方式から、販売する商品の仕入れ価格を下げる為に、生産者から一括して購入する仕入れ販売方式に転換。在庫を抱えるリスクを回避する為、販売営業の一層の促進が図られた。
ノルマには、各郵便局に割り当てられた目標値を頭数や役職、勤務別に割り振る。集配区ごとの班などチームごとのノルマを達成することはもちろん、1人当たりのノルマを達成する事も望まれる。この年賀状のはがきを1人当たり1万枚以上売り上げるという目標などは、民法・労働基準法・刑法などに違反する『ノルマではない』と主張し、「目標」「期待値」などと言い換えることで、社員の大部分が達成できていることになっているが、その実は社員が自腹を切っているがゆえのことだ。

### 日本郵便での自爆営業の主なノルマ商品
- お年玉付郵便はがき
- 夏のおたより郵便はがき
- 記念切手
- レターパック
- ゆうパックカタログ販売
- バレンタインデー
- こどもの日
- 母の日
- 父の日
- お中元
- 敬老の日
- ふるさと小包
- 鍋ゆうパック
- ラーメンゆうパック

## 他の業種での例
樫田秀樹の「自爆営業」ではコンビニエンスストア、アパレル産業、紳士服量販店、外食産業における自爆営業の事例が取り上げられている。

### 保険会社の例
保険会社の営業の場合には、自分に加えて家族の名義で契約を結ぶが、その際の保険料負担において社員割引などの形式で行われていることもある。農業協同組合（JA）が販売する「JA共済」に関しても、保険を販売する職員がノルマを課せられ、中には借金をした人もいて問題となった。

### 大手電気メーカーの例
大手電気メーカーのシャープは、2015年11月20日、全社員（17,436人）を対象とした、自社製品購入を促す「シャープ製品愛用運動」を開始。また、専用サイト「特別社員販売セール」を開設し、役員20万円、管理職10万円、一般社員5万円を目標とした自社製品の購入の呼びかけを始めた。購入額の2%が販売奨励金としてバックされる。会社側は、イントラネット上で社員の購入状況をチェックし、誰がいくら使ったかまで把握するとしている。

### 刑務所の例
また、刑務所の刑務作業においても、自爆営業が行われている。長崎刑務所で刑務作業の指導を担当していた元職員が、在職していた2011年に、墓石の修理代など200万円以上を自己負担するなどの自爆営業を行っていたことが、2016年11月28日の毎日新聞で報じられた。他の刑務所でも同様なことが行われているという、有識者から指摘されている。

### 大手コンビニチェーンでの例
2017年（平成29年）に入り、コンビニエンスストアではアルバイト店員に恵方巻やクリスマスケーキなど特定の日時を過ぎたら大幅に価格が下落する食品の自爆営業を課す例が相次いだ。オーナーに予約50件～100件のノルマを課した例をはじめ、数十本程度のノルマがあったという報告が多く、ノルマを達成できない場合は、自ら買い取る「自爆営業」を行う事もある。NHKは、1月26日・2月2日のニュース番組で「そうした例」を取り上げ、労働組合の相談窓口には売れ残りの数万円分を給料から天引きされた例なども寄せられたと報じた。
こうした事例は、労働基準法第24条に違反し違法行為になる。ある大手コンビニ広報は「本部が主導していることは一切なく、加盟店で不正があれば対処する」と答えているが、実際に対処した例はなかった。しかし、労働組合の首都圏青年ユニオンの執行委員長は、J-CASTニュースの取材に対し、本部が加盟店に恒常的に売り上げを上げるよう圧力をかけている構造的な問題であり、そのしわ寄せが末端のアルバイト店員に向けられたものであるとみている。また万が一、上司との人間関係の中で断り切れずに買い取らされた場合などは、あきらめず支払いを記録するなど証拠を残せば、後で取り返せる可能性が高いと説明している。

#### 大手コンビニチェーンでの自爆営業の主なノルマ商品
- 恵方巻き
- ギフト商品
- うなぎ弁当
- クリスマスケーキ
- 年賀はがき印刷
- 年越しそば/うどん
- おせち料理
- お歳暮
- お中元
- おでんの具材
- バレンタインデー・ホワイトデーの菓子類

## 法律での扱い

### パワハラ防止法
直接規制する法律はないが、（1）優越的な関係を背景とした言動、（2）業務上必要かつ相当な範囲を超える、（3）労働者の就業環境を害するなどの3要件を満たした場合、パワハラと判断される。パワハラと判断された後、パワハラ防止法により企業は対策を講じる義務が課される。
厚生労働省は、自爆営業の防止に乗り出すため、2024年11月、労働政策総合推進法に基づく指針（「事業主が職場における優越的な関係を背景とした言動に起因する問題に関して雇用管理上講ずべき措置等についての指針」、令和2年1月15日厚生労働省告示第5号）を改正し、自爆営業がパワハラに該当する旨を明記する方針を固めた。

### 労働基準法
ノルマ未達のペナルティーとして自社商品・サービスの購入代金などを要求されたり、事前に違約金額が設定されていた場合は労働基準法第16条に抵触する可能性がある。
また、ノルマの未達分を天引きする形でペナルティーとする場合は、第24条に抵触する可能性がある。

## 関連書籍
- 『日本郵政の闇』宝島社、2015年。ISBN 9784800244208。
- 樫田秀樹『自爆営業　その恐るべき実態と対策』ポプラ社、2014年。ISBN 9784591140277。